# Aeropuerto de Oecusse
El Aeropuerto de Oecusse o bien Aeropuerto de Palaban (en portugués: Aeroporto Palaban) (ICAO: WPOC) se encuentra cerca de la localidad de Palaban, en el suco de Costa, parte del enclave de Oecusse en el país asiático de Timor Oriental y a 0 metros sobre el nivel del mar.
La pista de aterrizaje sin pavimentar es de 2812 metros de largo. No hay edificios. Hay planes para construir aquí un aeropuerto internacional para Oecusse. Una torre provisional y una cerca se construyeron en 2014 y se prevé que la pista se pavimentará en el futuro.